# شرعوية (لاهوت)

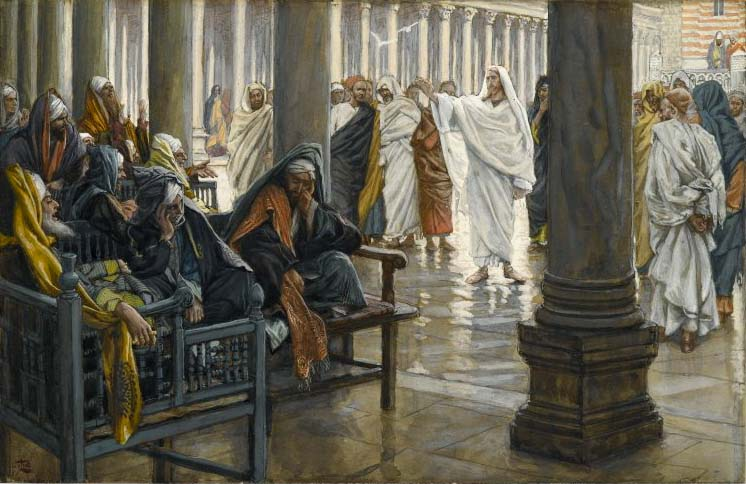

الشرعوية اللاهوتية هي معتقد بأن خلاص البشر يأتي من اتباع القوانين والشعائر الدينية بحذافيرها.

## في المسيحية
في اللاهوت المسيحي، هي دعوة إلى أن الإيمان أن شريعة موسى هي أهم من الشريعة الواردة في إنجيل 1 كورنثوس الأول 15:1-4 والتي تقول بأن الخلاص هو الإيمان بيسوع المسيح. وبالتالي، يجب وضع متطلبات الخلاص خارج الإيمان في يسوع المسيح. على وجه التحديد تدعوا لوضع الثقة في نتائج أعمال المسيح التي انتهت بسفك دمه من أجل خطايا البشر كما الحد من تعاليم الكتاب المقدس الواسعة والشاملة إلى التركيز على رموز الأخلاقية.

## في اليهودية
في اللاهوت اليهودي، تعتبر الشرعوية أساس العبادات والتي يجب ان تتبع شريعة موسى بحذافيرها وتطبيق الشعائر الواردة في الكتب الخمسة الأولى بأدق تفاصيلها.

## في الإسلام
في اللاهوت الإسلامي، تسمى الشرعوية بالفقه. لم تكن الشرعوية هي الدعوة الأساسية للقرآن إذ اعتبر القرآن استنساخ للشرعويات الدينية السابقة إن كانت مسيحية إو يهودية آو صابئة. إلا أن الشرعوية عادت بقوة مع الشافعي الذي وضع أصول الفقه ثم تعززت لآصبحت أساس العبادة الإسلامية مع الغزالي وكتابه إحياء علوم الدين.
واسم الفقه، أي التعريف الإسلامي للشرعوية، في العصر الأول كان يطلق على: «علم الآخرة ومعرفة دقائق آفات النفس ومفسدات الأعمال وقوة الإحاطة بحقارة الدنيا وشدة التطلع إلى نعيم الآخرة واستلاب الخوف على القلب». وعند الفقهاء: حفظ الفروع وأقله ثلاث مسائل. وعند أهل الحقيقة: الجمع بين العلم والعمل لقول الحسن البصري: «إنما الفقيه المعرض عن الدنيا، الزاهد في الآخرة، البصير بعيوب نفسه». وعرفه أبو حنيفة بأنه: «معرفة النفس مالها وما عليها» وعموم هذا التعريف كان ملائماً لعصر أبي حنيفة الذي لم يكن الفقه فيه قد استقل عن غيره من العلوم الشرعية.